# شعاب امبغثاء

تعديل مصدري - تعديل

شعاب امبغثاء هي إحدى قرى عزلة القارة بمديرية رصد التابعة لمحافظة أبين، بلغ تعداد سكانها 36 نسمة حسب تعداد اليمن لعام 2004.